# Trägen vinner eller Calle som skådespelare
Trägen vinner eller Calle som skådespelare är en svensk dramafilm från 1916 i regi av Georg af Klercker. 

## Om filmen
Filmen premiärvisades 17 oktober 1916 på Brunkebergsteatern i Stockholm. Den spelades vid Hasselbladateljén på Otterhällan i Göteborg av Carl Gustaf Florin

## Rollista
- Carl Barcklind – skådespelare
- Gustaf Bengtsson – filmskådespelare
- Ivar Kalling – teaterdirektör
- Manne Göthson – revyförfattare